# Буфер обміну

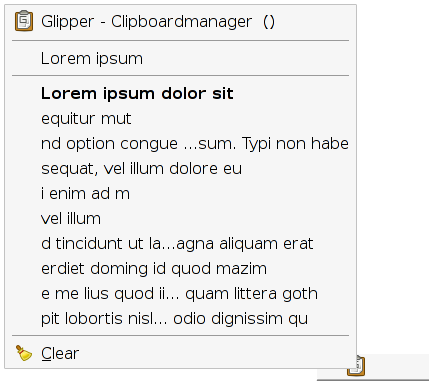
Glipper — менеджер буфера обміну для GNOME

Бу́фер о́бміну (англ. clipboard) — проміжне сховище даних, що  призначається для переносу або копіювання між програмами або частинами однієї програми.
Програма може використовувати свій власний буфер обміну, доступний тільки в її середовищі, або загальний, надаваний операційною системою чи іншим середовищем у певному інтерфейсі.
Буфер обміну деяких програмних середовищ дозволяє вставляти скопійовані дані у різних форматах. Наявність чи відсутність такої можливості залежить від програми-отримувача, елемента інтерфейсу та інших факторів. Наприклад, текст, що був скопійований у текстовому процесорі, може бути вставлений з розміткою в програми, що її підтримують, і в інші програми у вигляді простого тексту.
Вставити об'єкт із буфера обміну можна скільки завгодно раз.
Як правило, при копіюванні інформації в буфер будь-який раніше скопійований контент втрачається. Але, наприклад, буфер в Microsoft Office може зберігати одночасно до 24 об'єктів, текстових чи графічних. Деякі робочі середовища мають програму для ведення журналу останніх значень буфера й взяття вже перезаписаних.

## Історія
Буфер обміну як сховище для невеликих фрагментів тексту вперше використав Пентті Канерва, коли застосував його для зберігання видалених текстів з метою їх подальшого відновлення. Оскільки можна було видалити текст в одному місці і відновити його в іншому, термін «видалити» не зовсім коректним. У 1973 році Ларрі Теслер перейменував його на «вирізання, копіювання та вставлення» і придумав для нього термін «буфер обміну», оскільки ці методи вимагають буфер обміну для тимчасового зберігання скопійованих або вирізаних даних.

## Гарячі клавіші
Для роботи з буфером обміну в текстових та графічних інтерфейсах користувача на PC-сумісних ПК (для клавіатури PC101 з розкладкою QWERTY) використовуються наступні клавіатурні скорочення (гарячі клавіші):
- Скопіювати виділені об'єкти в буфер обміну: Ctrl+C або Ctrl+Ins.
- Вирізати виділені об'єкти в буфер обміну (для переміщення): Ctrl+X або ⇧ Shift+Del.
- Вставити з буфера обміну: Ctrl+V або ⇧ Shift+Ins.

Хоча ці комбінації і є найпоширеніші, деякі програми можуть використовувати й інші комбінації клавіш.
Наприклад в X Window System для копіювання в її інтегрований буфер обміну досить лише виділити мишкою потрібну частину тексту, а для вставки досить натиснути середню кнопку миші або ж одночасно ліву й праву кнопки (імітація середньої кнопки).